# Contracció (gramàtica)
La contracció és un fenomen gramatical que s'observa quan una paraula en contacte amb una altra, perd part dels seus elements fònics. Es poden fer per aglutinació (dels, pels) o per apòstrof (dona'm, l'home). També es distingeixen contraccions al principi o final de la paraula principal. Les dues paraules acostumen a ser connectors i pertanyen a categories invariables, per això no es considera estrictament una composició de mots.

## Contraccions en català[2]
Entre les contraccions gramaticals en català es troben les formes asil·làbiques del masculí dels articles definit i personal que es contreuen gràficament amb ca (reducció de casa), i també, en el cas del definit, amb les preposicions a, de, per, quan s'hi posposen: al punt, als afores; del dia, dels nostres; pel dret, pels volts; cal veí, cals cosins can seixanta.
Les formes a, de, per i ca damunt dites i l'article salat es contreuen en as, des, pes i cas en topònims (Sant Llorenç des Cardassar) o en contacte amb topònims (anar as Trenc, passar pes Vedrà).
En canvi no es fa l'aglutinació:
- quan l'article es pot apostrofar amb el mot següent: a l'ombra, de l'època, per l'estil, ca n'Amat;
- quan l'article forma part d'un nom propi no toponímic: Està subscrit a L'Avenç;
- quan l'article forma part d'un nom propi no català: el desert d'El Álamo.

## Contraccions en anglès i altres llengües
Les contraccions anglesos no s'han de confondre amb les abreviacions o els acrònims, amb els quals comparteixen algunes funcions semàntiques i fonètiques. Hi ha contraccions informals, freqüents al parlar i escriure, en la qual una síl·laba se substitueix per un apòstrof i/o una altra manera d'elisió, per exemple, can't de "cannot", won't de "will not". Aquestes contraccions són sovint negacions amb not o combinacions de pronoms amb verbs auxiliars, per exemple, I'll de "I will". Una contracció de dues paraules que és comuna en anglès i que no es troba en les categories citades anteriorment és let's, que és una contracció de "let us" que es fa servir en la forma imperativa de la primera persona del plural (per exemple, "Let's go [a algun lloc]"). Fer servir la forma sense contraure "let us" típicament comporta un significat completament diferent, per exemple, "Let us go [free]". Les contraccions en anglès no són generalment obligatòries, com sí que passa en alguns altres idiomes.
| Llengua         | Combinació       | Contracció    |
| --------------- | ---------------- | ------------- |
| Portuguès       | de o             | do            |
| Portuguès       | a aquele         | àquele        |
| Portuguès       | de ela           | dela          |
| Portuguès       | em um            | num           |
| Francès         | à le             | au            |
| Francès         | à les            | aux           |
| Francès         | de le            | du            |
| Francès         | de les           | des           |
| Francès         | si il            | s'il          |
| Francès         | que + il/elle/on | qu'il/elle/on |
| Alemany         | in das           | ins           |
| Alemany         | in dem           | im            |
| Alemany         | zu dem           | zum           |
| Alemany         | zu der           | zur           |
| Irlandès        | de an            | den           |
| Irlandès        | do an            | don           |
| Castellà        | a el             | al            |
| Castellà        | de el            | del           |
| Italià          | con il           | col           |
| Italià          | con la           | colla         |
| Gal·lès         | i yn             | i'n           |
| Frisi de l'oest | bist do          | bisto         |
| Frisi de l'oest | yn de            | yn 'e         |